# Iodes pierlotii
Iodes pierlotii är en tvåhjärtbladig växtart som beskrevs av Raymond Boutique. Iodes pierlotii ingår i släktet Iodes och familjen Icacinaceae. Inga underarter finns listade i Catalogue of Life.